# Matthias Stomer
Mathias Stomer, o Stom o Stomma (Amersfoort, 1600 circa – Sicilia, dopo il 1650), è stato un pittore olandese o fiammingo.

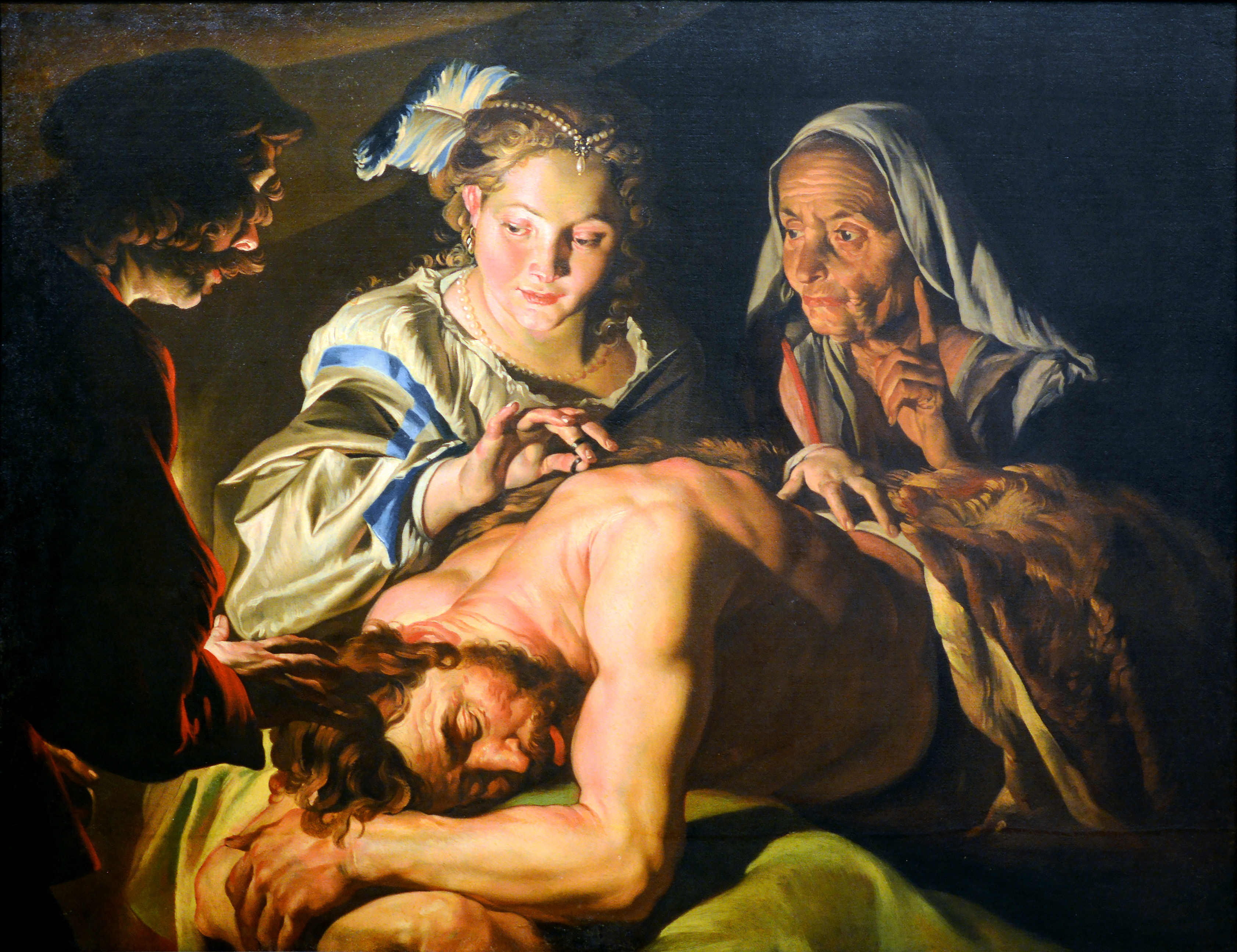
Sansone e Dalila, Galleria Nazionale di Arte antica, Roma.

Fu influenzato dall'opera dei seguaci non italiani di Caravaggio in Italia, in particolare dai suoi seguaci olandesi spesso indicati come Caravaggisti di Utrecht, nonché da Jusepe de Ribera e Peter Paul Rubens. Non condivideva la preferenza degli altri caravaggisti del Nord per le scene di genere umoristiche e talvolta scabrose e per le elaborate allegorie decorative, prediligeva invece le storie della Bibbia. Lavorò in varie località italiane, dove godette del patrocinio di istituzioni religiose e di importanti membri della nobiltà.
Mentre in passato l'artista veniva solitamente indicato come Stomer, oggi si ritiene che il suo vero nome fosse Stom, poiché questo è il nome che usava come firma. In passato si era ipotizzato che il nome "Stom", che in olandese significa "muto", fosse stato dato all'artista come soprannome, presumendo che soffrisse di questa disabilità. Tuttavia, non ci sono prove a sostegno di questa tesi.

## Biografia

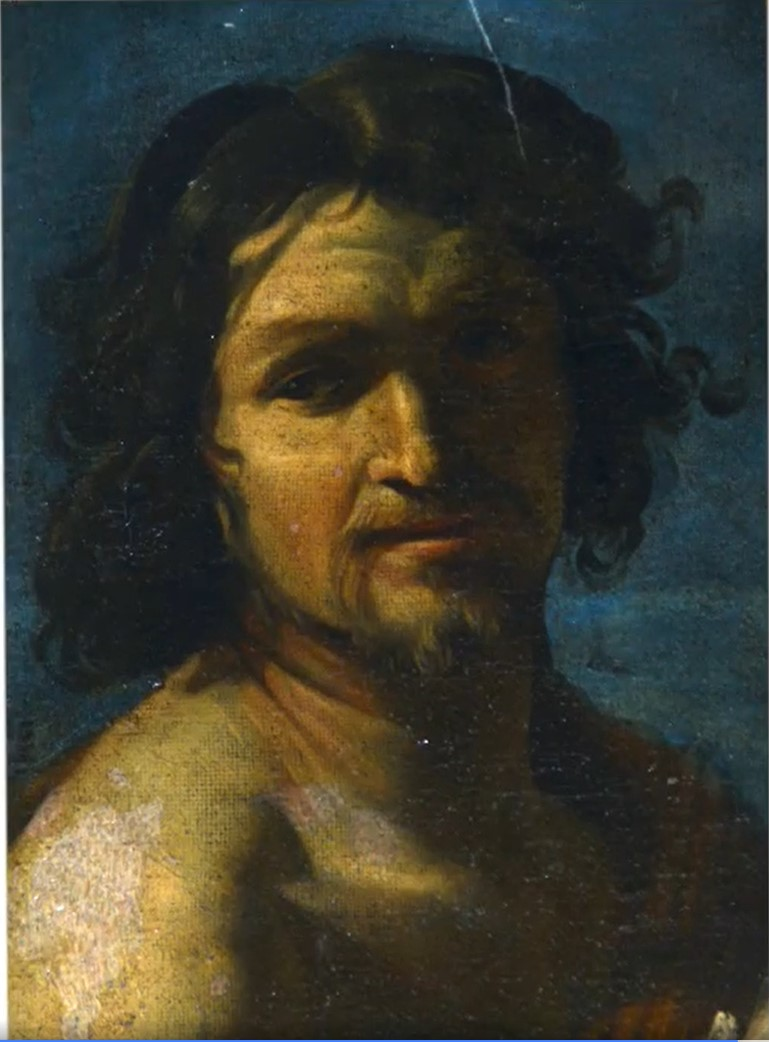
San Sebastiano, forse un autoritratto di Stomer (particolare dell'Assunzione della Madonna con Santi).

Le informazioni sulla sua vita sono sommarie. Il suo luogo di nascita non è documentato e non può essere determinato con certezza. Lo storico dell'arte olandese G.J. Hoogewerff scrisse nel 1942 che l'artista era nato ad Amersfoort vicino alla città di Utrecht nella Repubblica delle Sette Province Unite. La fonte della dichiarazione di Hoogewerff è sconosciuta e irrintracciabile. Gli archivi comunali di Amersfoort non registrano alcuno Stom. Il nome di famiglia Stom, con cui era effettivamente conosciuto durante la sua vita, è un nome fiammingo comune nei Paesi Bassi spagnoli. La maggior parte delle persone che portavano questo nome nella Repubblica delle Sette Province Unite dell'epoca erano immigrati dai Paesi Bassi meridionali. È quindi molto probabile che Stom fosse fiammingo e avesse trascorso la maggior parte della sua vita e della sua carriera nei Paesi Bassi meridionali o, in alternativa, che fosse un emigrato (o il figlio di un emigrato) nella Repubblica delle Sette Province Unite.

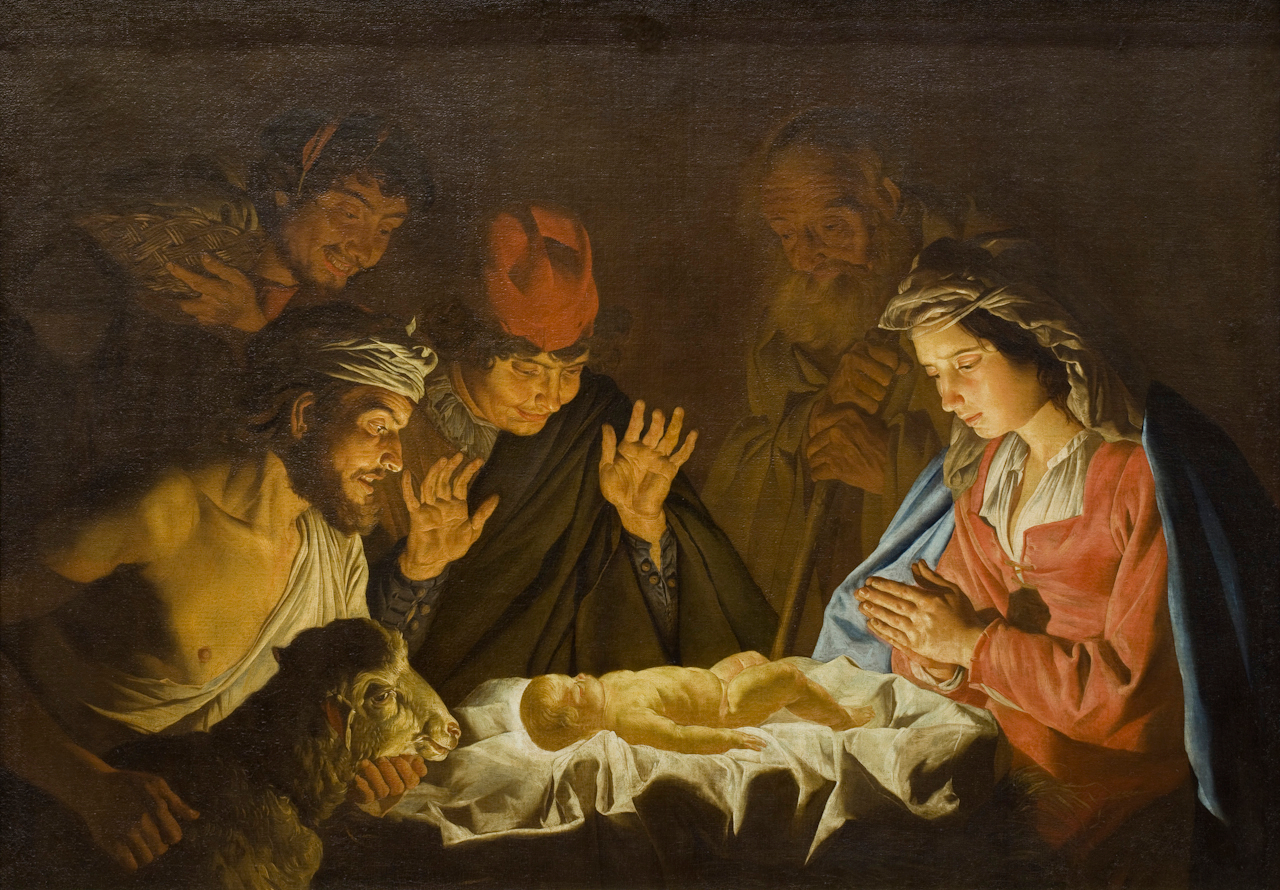
Adorazione dei pastori, Museo nazionale di Capodimonte, Napoli.

Tradizionalmente si ritiene che sia stato un allievo del pittore caravaggesco Gerard van Honthorst, soprattutto per la vicinanza del loro stile. Quest'ultimo con Hendrick ter Brugghen creò una scuola pittorica ad Utrecht cui parteciparono anche Dirck van Baburen e Abraham Bloemaert al fine di diffondere le novità caravaggesche nell'Europa continentale. La pittura dello Stomer si avvicina, pertanto, ai modi di questa matrice naturalistica olandese. Tuttavia, lo stesso van Honthorst tornò dall'Italia alla sua città natale, Utrecht, solo nel 1620. È improbabile che Stom abbia intrapreso un apprendistato con van Honthorst quando aveva già 20 anni. Ciò lascia ancora aperta la possibilità che Stom abbia ricevuto una formazione supplementare nella bottega di van Honthorst dopo essersi inizialmente formato altrove. In alternativa, potrebbe essersi formato con Hendrick ter Brugghen, un altro importante caravaggista di Utrecht, tornato dall'Italia nel 1614, o con altri pittori come Joachim Wtewael, Paulus Moreelse o Abraham Bloemaert. Se Stom fosse effettivamente fiammingo, lo stile del suo lavoro, che mostra legami con la pittura fiamminga del primo Seicento, potrebbe indicare una formazione nei Paesi Bassi meridionali, forse presso il caravaggista di Anversa Abraham Janssens. Non esistono prove documentali a sostegno di tale formazione.
Nel 1630 è documentata la sua presenza a Roma quando un «Mattheo Stom, fiamengo pittore, di anni 30». viene registrato vivere con il pittore francese Nicolas Provost in Strada dell'Olmo, a Roma.  La sua residenza di allora era l'ex appartamento del pittore olandese Paulus Bor di Amersfoort, che aveva lasciato l'Italia quattro anni prima. Stom risulta aver vissuto in questo luogo fino al 1632. La documentazione citata permette di collocare la nascita di Stom intorno all'anno 1600. Al periodo romano risale il dipinto Assunzione della Madonna raffigurata tra San Sebastiano, San Carlo Borromeo e San Rocco (ora nella Chiesa di Santa Maria Assunta di Chiuduno). Secondo alcuni storici dell'arte la figura di San Sebastiano è un autoritratto dell'artista. Dopo il soggiorno romano, Stomer si trasferisce a Napoli dove lavorerà tra il 1633 e il 1637 lasciando un cospicuo numero di tele. Nella città partenopea il suo stile coglie elementi pittorici di autori meridionali come lo Spagnoletto, e la sua pittura si fa sempre più materica, avvicinandosi alla cosiddetta pittura del "tremendo impasto", che ha come capostipite il pittore anonimo Maestro dell'Annuncio dei pastori che la critica identifica con lo spagnolo Juan Do.

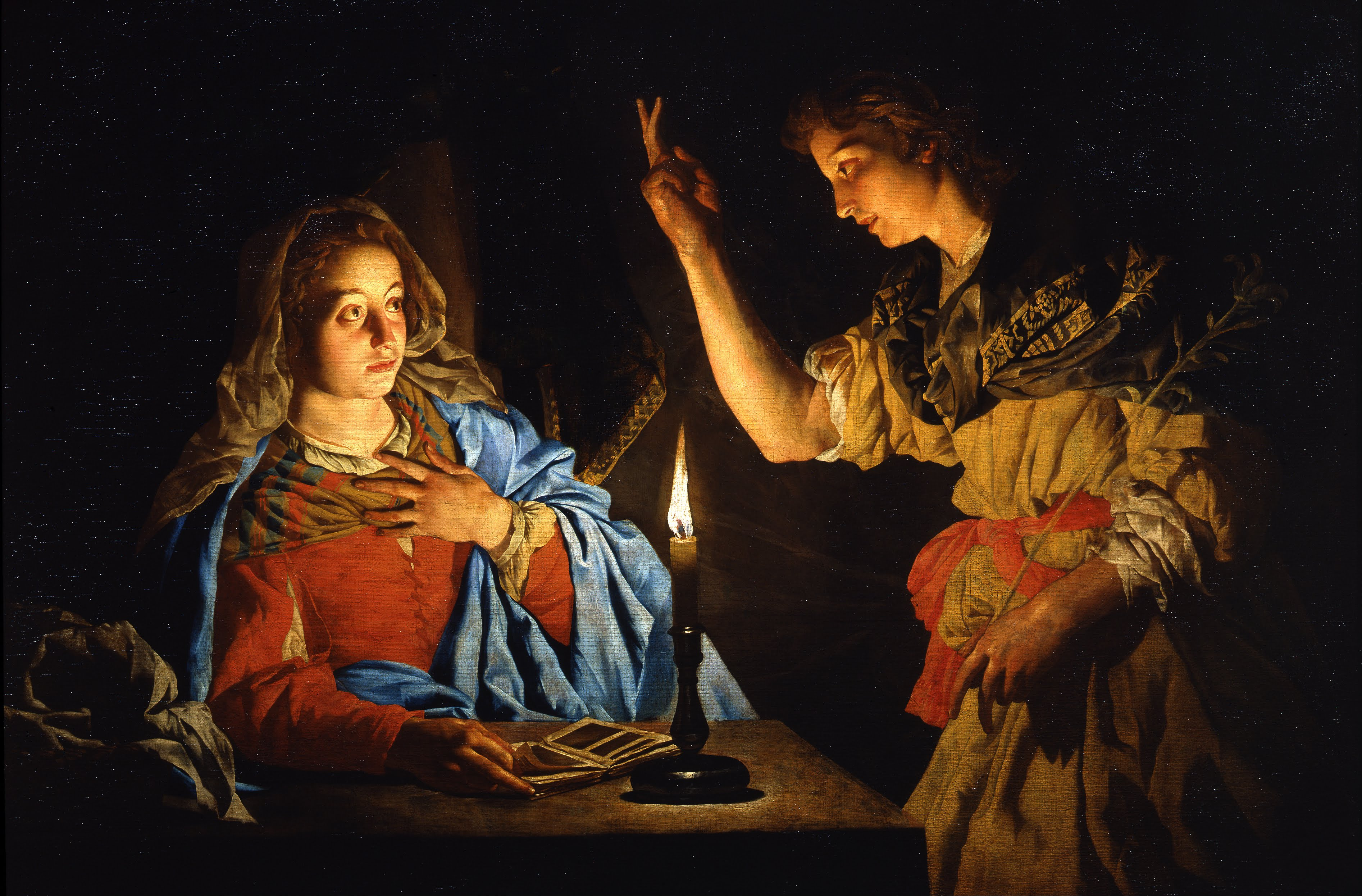
Annunciazione, Galleria degli Uffizi, Firenze.

Stomer approda in Sicilia, dove soggiorna all'incirca nel decennio 1640-1650, legandosi alla più vecchia aristocrazia dei conti di Mazzarino, dei principi di Villafranca e degli Afflitto di Belmonte. Risulta documentato a Palermo nel 1640 per il battesimo di un figlio illegittimo, e a questo periodo sono collocabili le due tele di Monreale, la Natività e il San Domenico di Silos. In Sicilia, dove successivamente lavorerà fino alla sua morte, lascia diversi lavori in cui predomina un forte contrasto luminoso. Emblematico è il Cristo deriso, datato intorno al 1640, in cui la figura di Cristo con un mantello rosso si caratterizza per la forte luce di riverbero e per la tecnica del chiaroscuro.
Insieme a Anton Van Dyck, Matthias Stomer è uno dei più importanti pittori dell'area dei Paesi Bassi che visitarono la Sicilia nel Seicento stabilendovisi per un lasso di tempo e lasciandovi opere significative che influiscono non poco sull'arte locale. Nello spazio di circa un decennio, egli realizza una trentina di opere, di cui solo una decina sono pervenute, presenti, oltre che a Palermo e Provincia (Caccamo, Monreale), a Catania (Castello Ursino) e a Messina (Museo regionale) e Provincia (Mistretta).

## Opere

### Sicilia

#### Palermo e provincia

##### Caccamo

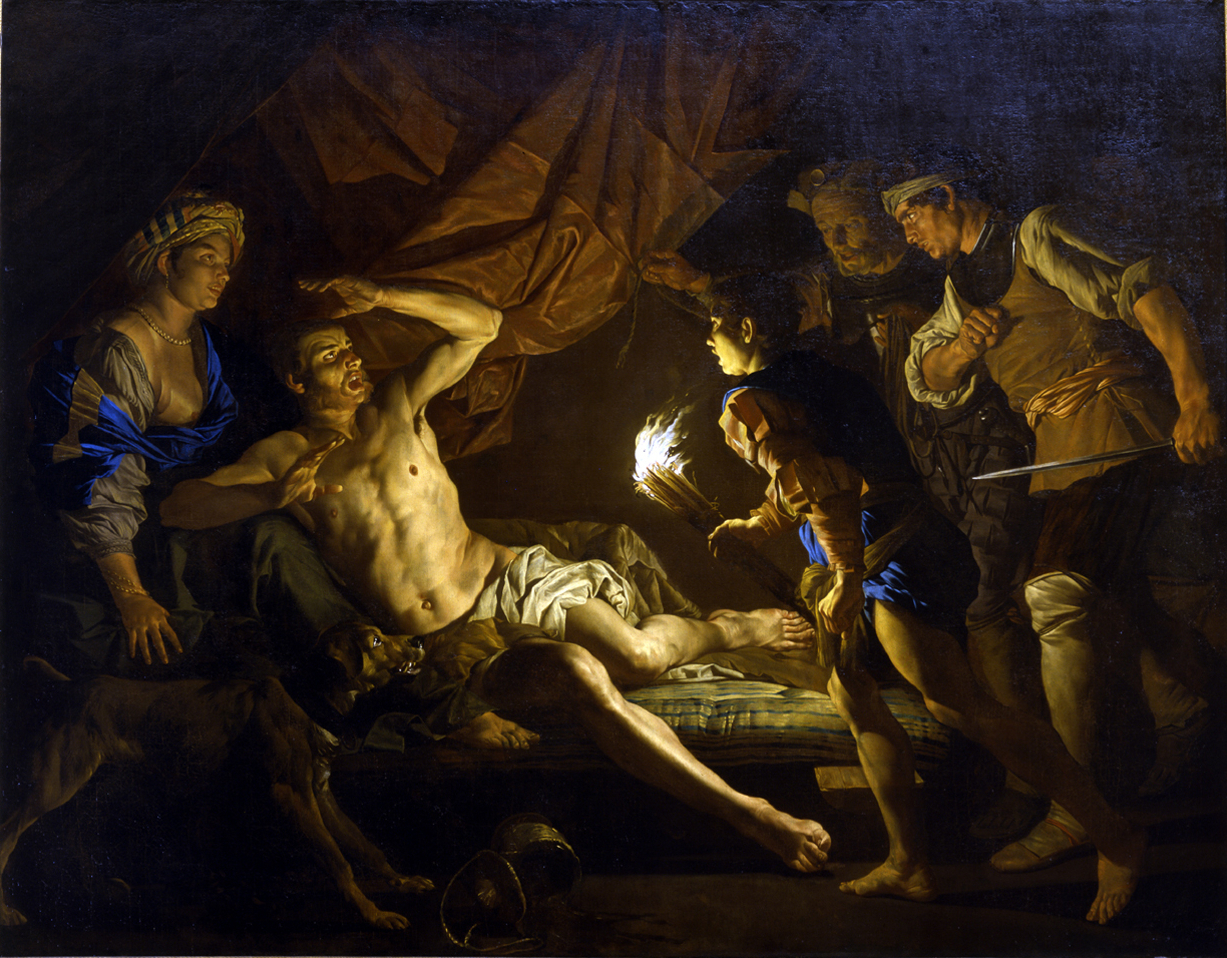
Sansone catturato dai Filistei, Galleria Sabauda, Torino.

- 1641, Miracolo di Sant'Isidoro Agricola, olio su tela, dipinto proveniente dalla chiesa di Sant'Agostino, rubato e recuperato, opera custodita nel duomo di San Giorgio Martire.

##### Palermo
- 1638-1639, Flagellazione, dipinto custodito nell'Oratorio del Rosario di San Domenico.[8]
- 1638-1639 circa, Coronazione di spine, attribuzione, dipinto custodito nell'Oratorio del Rosario di San Domenico.
- 1639, Lapidazione di Santo Stefano, olio su tela, dipinto custodito nel palazzo Alliata di Villafranca.[9][10]
- 1639, Tributo della moneta o Miracolo della moneta, olio su tela, dipinto commissionato per il palazzo Alliata di Villafranca e documentato nel seminario arcivescovile.[9][10]
- 1646 - 1649, Uomo che soffia su un tizzone, dipinto già documentato nella collezione Ruffo a Messina e custodito nella Galleria Regionale del palazzo Abatellis.
- XVII secolo, Cristo co' dottori e Giacobbe ed Esaù, dipinti documentati nella raccolta di Antonio Lucchesi-Palli della galleria di Palazzo Campofranco.[11]

##### Monreale
- 1640 - 1650, Ultima Cena, dipinto, opera documentata nella sacrestia della basilica abbaziale di San Martino delle Scale.[12]
- 1646, Adorazione dei pastori, commissionata e documentata presso la chiesa del convento dell'Ordine dei frati minori cappuccini, opera oggi custodita nel palazzo di città.
- XVII secolo, San Domenico di Silos, opera documentata nella collegiata del Santissimo Salvatore.

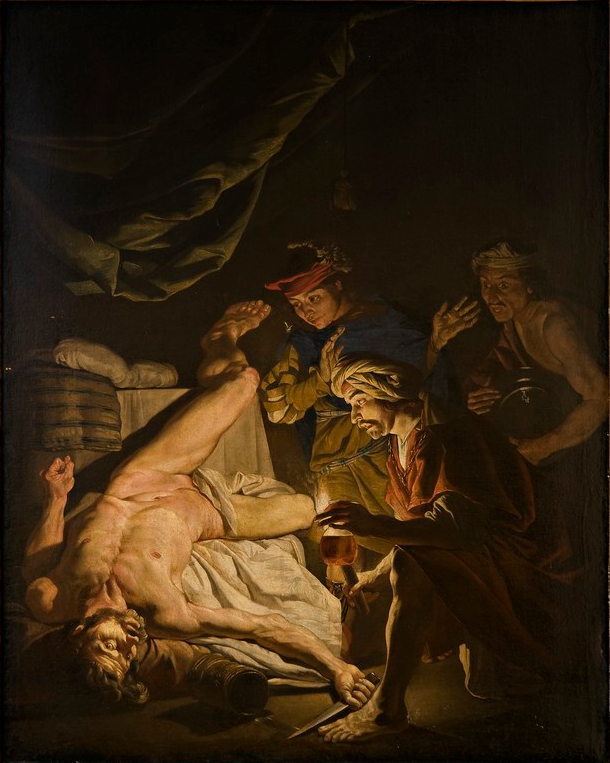
Morte di Catone, Civica Pinacoteca "Il Guercino", a Cento (FE).

#### Caltanissetta e provincia
Mazzarino 
- XVII secolo, Ciclo[raffigurante che cosa? così come titolo è insignificante], raccolta di dipinti documentati negli interni di Palazzo Branciforti a Mazzarino.
- XVII secolo, Comunione di San Carlo Borromeo e Luigi Gonzaga - opera custodita nell'ex Chiesa di sant'Ignazio di Loyola.
- XVII secolo, San Francesco Saverio - opera custodita nell'ex Chiesa di sant'Ignazio di Loyola.

 Catania 
Della collezione «Giovan Battista Finocchiaro» nel Museo civico al Castello Ursino di Catania si annoverano:
- XVII secolo, Morte di Marco Porcio Catone;
- XVII secolo, Suicidio di Seneca;

- XVII secolo, Morte di Bruto;

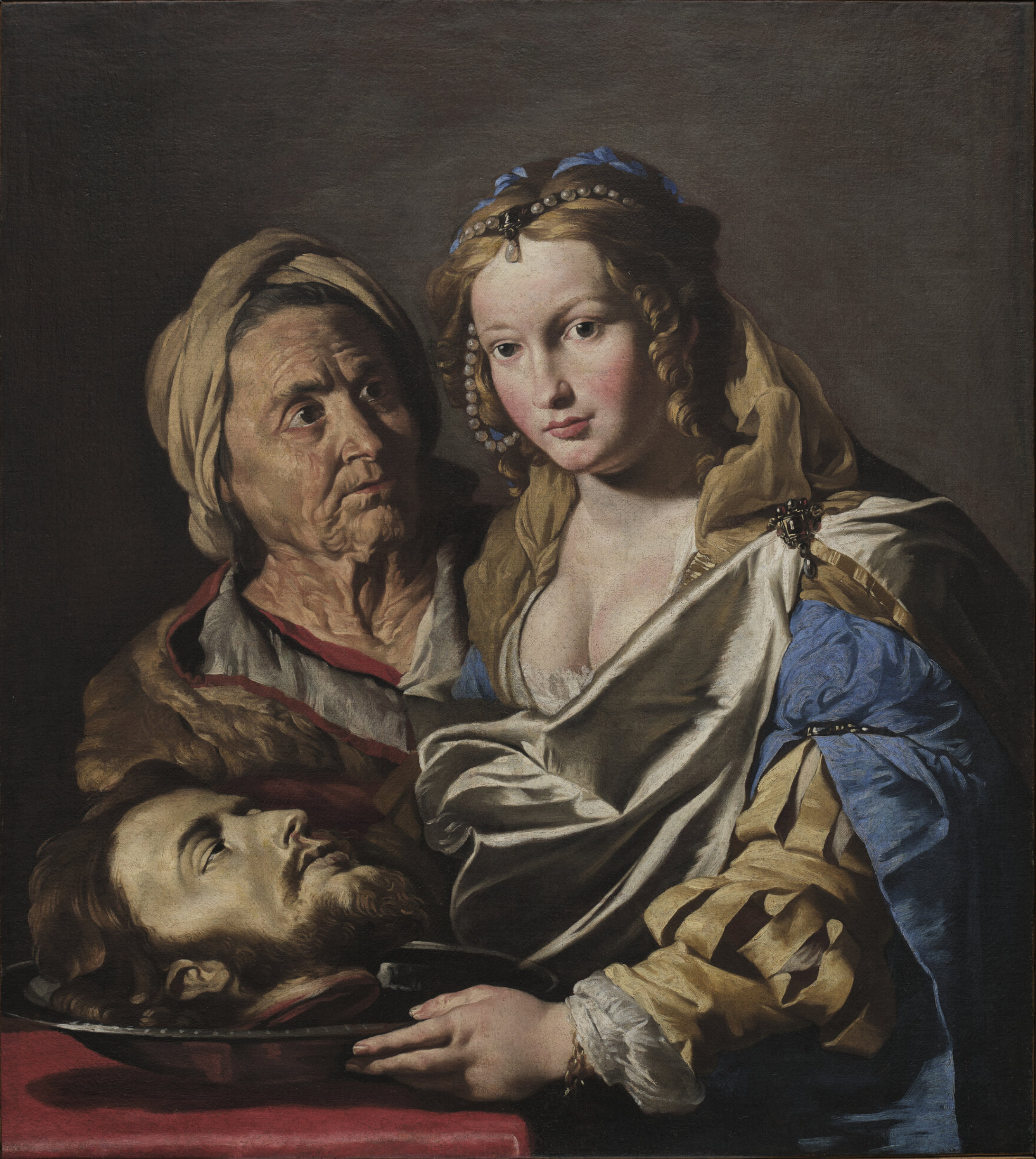
Salomè con la testa del Battista, Palazzo Bianco di Genova.

- XVII secolo, Crocifissione di San Pietro;
- XVII secolo, Tobiolo risana il padre cieco;
- XVII secolo, Cristo deriso, I;
- XVII secolo, Cristo deriso, II.

 Linguaglossa 
- XVII secolo, Dipinto, olio su tela documentato presso l'aggregato domenicano.

#### Messina e provincia
- 1646 - 1649, Caio Muzio Scevola alla presenza di Porsenna, dipinto, opera custodita nel Museo Regionale di Messina.
- 1646 - 1649, Adorazione del pastori, Museo Regionale di Messina.
- 1646 - 1649, Santa Cecilia, opera documentata presso la chiesa del convento dell'Ordine dei frati minori cappuccini di Messina.
- 1646 - 1649, Flagellazione, nel museo civico polivalente «Egidio Ortolani» di Mistretta.

### Italia
- XVII secolo, Assunzione della Madonna raffigurata tra San Sebastiano, San Carlo Borromeo e San Rocco, chiesa di Santa Maria Assunta di Chiuduno.[13]
- XVII secolo, Annunciazione, opera realizzata a Napoli, acquistata e custodita nella Galleria degli Uffizi di Firenze.
- XVII secolo, Salomè con la testa del Battista, Palazzo Bianco di Genova.
- XVII secolo, Adorazione dei pastori, Museo nazionale di Capodimonte di Napoli.
- XVII secolo, Morte di Seneca, Museo nazionale di Capodimonte di Napoli.
- XVII secolo, Cena di Emmaus, Museo nazionale di Capodimonte di Napoli.
- XVII secolo, Flagellazione, olio su tela, chiesa di Sant'Eframo Nuovo dedicata alla «Santissima Concezione» di Napoli.[14]
- XVII secolo, Signore Crocifisso raffigurato fra angeli, olio su tela, chiesa di Sant'Eframo Nuovo dedicata alla «Santissima Concezione» di Napoli.[14]
- XVII secolo, Sant'Onofrio, Quadreria dei Girolamini di Napoli.
- XVII secolo, Adorazione dei Pastori, olio su tela, dipinto custodito Museo civico Gaetano Filangieri di Napoli.
- XVII secolo, Adorazione dei Pastori, olio su tela, opera custodita nella Cappella di Santa Caterina da Siena della basilica di San Domenico Maggiore di Napoli.

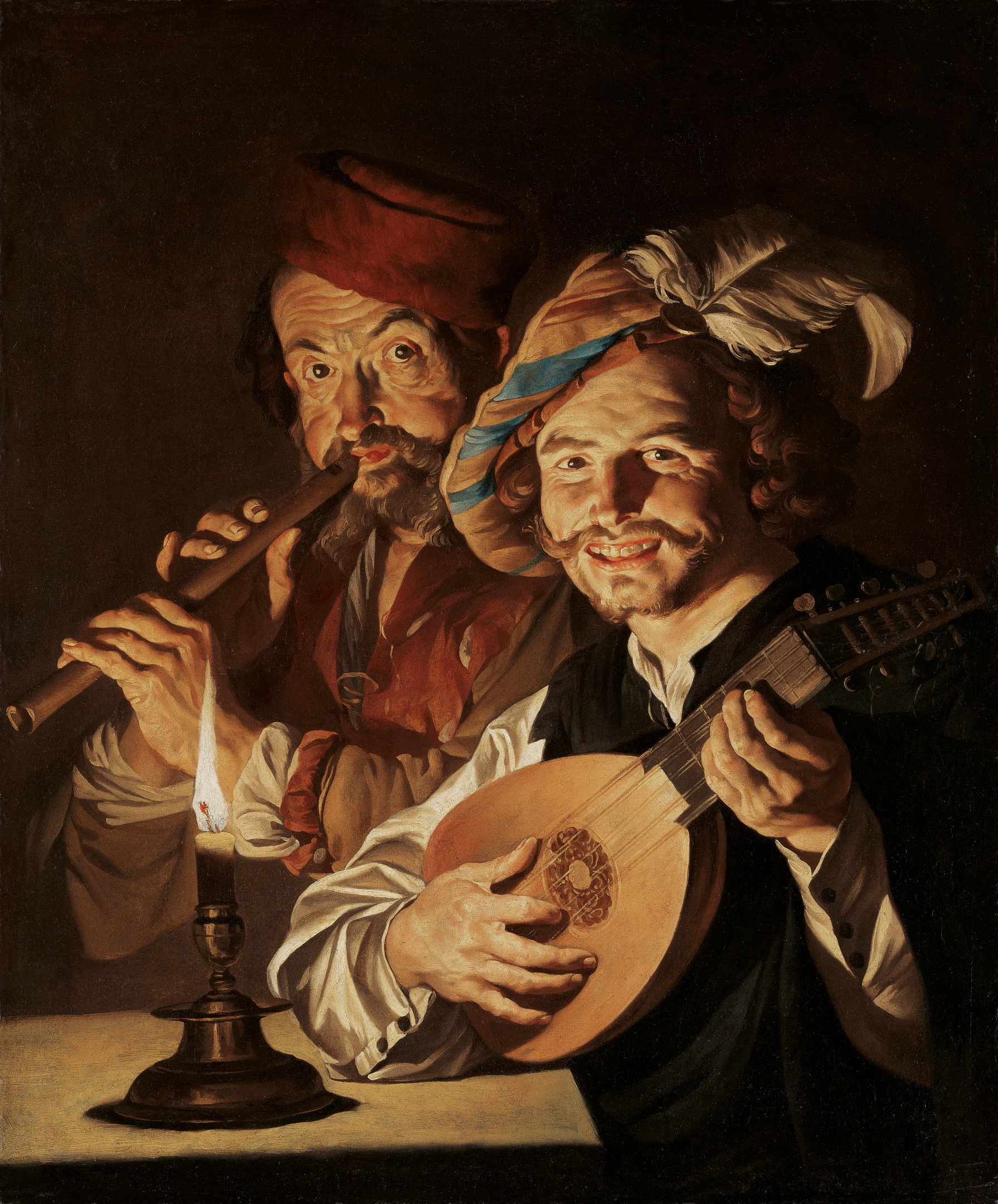
I suonatori di liuto e flauto, collezione Schönborn-Buchheim del Castello di Weißenstein.

- XVII secolo, Disputa con i dottori del tempio, olio su tela, commissione dei Caracciolo Napoli, opera ereditata e transitata ai Carafa, venduta mediante asta. Una versione trattata da Sotheby's a New York.
- 1630, Sansone e Dalila, olio su tela, Gallerie nazionali d'arte antica di Palazzo Barberini di Roma.
- 1632 - 1633, Decollazione di San Giovanni Battista, olio su tela, Gallerie nazionali d'arte antica di Palazzo Barberini di Roma.
- 1632 - 1639, Giovane con decanter a lume di candela, Accademia Carrara, Bergamo.
- 1632 - 1639, Giovane che accende una candela, Accademia Carrara, Bergamo.
- 1641 - 1650, Morte di Catone, Civica Pinacoteca Il Guercino, Cento (Ferrara).
- XVII secolo, Cattura di Gesù, Galleria Spada di Roma.
- XVII secolo, Adorazione dei pastori, olio su tela, Palazzo Reale di Torino.
- XVII secolo, Sansone catturato dai Filistei, Pinacoteca Reale della Galleria Sabauda di Torino.
- XVII secolo, San Girolamo, olio su tela, 167x118, parrocchiale di Santa Maria Assunta, Ghemme (Novara), esposto alla Galleria Sabauda di Torino.[15]
- XVII secolo, Vespasiano fa liberare Giuseppe Flavio dalle catene, pieve di Santa Maria Assunta di Soncino.[13]

### Malta
- XVII secolo, Morte di Catone, MUŻA, La Valletta.

### Svizzera
- XVII secolo, San Gregorio Magno, Kunstmuseum Basel, Basilea.